# Adhil
Adhil eller Xi Andromedae (Xi And, ξ Andromedae, ξ And), som är stjärnans Bayerbeteckning, är en stjärna i nordöstra delen av stjärnbilden Andromeda. Den har en skenbar magnitud på ungefär 4,9. Baserat på parallaxmätningar befinner den sig på ett avstånd av ca 214 ljusår (66 parsek) från solen.

## Nomenklatur
Stjärnans traditionella namn, Adhil, härrör från den arabiska الذيل- ðayl ("svansen"). År 2016 organiserade den Internationella astronomiska unionen en arbetsgrupp för stjärnnamn (WGSN) med uppgift att fastställa och katalogisera namn för stjärnor. WGSN godkände namnet Adhil för denna stjärna den 21 augusti 2016 och det är nu angivet i IAU Catalog of Star Names.

## Egenskaper
Adhil är en röd jättestjärna, som har börjat generera energi genom fusion av helium i dess kärna, efter att ha gått igenom den röda jättegrenen i sin utveckling. Den har spektralklass K0 IIIb, och en massa som är 2,5 gånger solens massa och en radie 10 gånger solens radie. Adhil avger nästan 46 gånger så mycket strålning som solen från dess yttre skikt vid en effektiv temperatur på 4 656 K, vilket ger den orangefärgade utstrålningen som karakteriserar en stjärna av typ K. Den har ingen mätbar projicerad rotationshastighet, även om detta helt enkelt kan betyda att stjärnans rotationsspol ligger i riktning mot jorden.